# دسموزین
دسموزین (به انگلیسی: Desmosine) یک ترکیب شیمیایی با شناسه پاب‌کم ۲۵۴۳۵ است. 